# Oskar Seger

Oskar Seger (2023)

Oskar Seger (* 18. Februar 1990) ist ein Schweizer Politiker (FDP). Er vertritt seit Juli 2021 den Wahlkreis St. Gallen im Kantonsrat des Kantons St. Gallen. Zuvor war Seger für vier Jahre Mitglied des Parlaments der Stadt St. Gallen. Seger ist ausserdem Präsident der FDP Stadt St. Gallen seit Februar 2018.
Bei den Schweizer Parlamentswahlen 2023 kandidiert Oskar Seger im Kanton St. Gallen für den Ständerat sowie auf der FDP-Hauptliste für den Nationalrat.

## Leben und Engagement
Oskar Seger ist Bauingenieur FH und studierte an der Zürcher Hochschule für angewandte Wissenschaften (ZHAW) in Winterthur von 2011 bis 2016 Bauingenieurwesen. Von 2019 bis 2022 war er leitender Ingenieur und Mitglied der Geschäftsleitung, ab 2023 Geschäftsführer und Teilhaber bei der Seger Ingenieure GmbH. Davor absolvierte Oskar Seger eine Berufslehre als Bauzeichner bei der Kurt Jeisy Ingenieurbüro AG in St. Gallen.
Daneben ist Oskar Seger Präsident des TCS Regionalgruppe St. Gallen & Umgebung, Mitglied des Präsidiums der TCS Sektion St. Gallen Appenzell Innerrhoden und Vorstandsmitglied des Hauseigentümerverbands der Stadt St. Gallen (HEV St. Gallen). Weiter ist Seger im Vorstand der Wirtschaft Region St. Gallen (WISG), des Quartierverein Nordost Heiligkreuz und er ist Offizier in der Milizfeuerwehr St. Gallen. Davor war Seger Vorstandsmitglied des Rettungscorps der Stadt St. Gallen.
Oskar Seger ist Fachoffizier beim Lehrverband Genie/Rettung/ABC der Schweizer Armee.
Am 3. März 2024 wurde Oskar Seger bei den Erneuerungswahlen zum St. Galler Kantonsrat mit 6'782 Stimmen im Amt bestätigt.